# 2020 en Nouvelle-Écosse
Chronologie de la Nouvelle-Écosse
- 2016
- 2017
- 2018
- 2019
- 2020
- 2021
- 2022
- 2023
- 2024

Cette page concerne des événements d'actualité qui se sont produits durant l'année 2020 dans la province canadienne de la Nouvelle-Écosse.

## Politique
- Premier ministre : Stephen McNeil (Parti libéral)
- Chef de l'opposition : Tim Houston,  	Progressiste-conservateur
- Lieutenant-gouverneur : Arthur Joseph LeBlanc
- Législature :

## Décès
- 2 octobre à Halifax : Alan R. Abraham, personnalité politique canadienne, fut Lieutenant-gouverneur de la province de Nouvelle-Écosse de 1984 à 1989.